# Marco Dino Rossi
Marco Dino Rossi (Genova, 1922 – Sanremo, 10 settembre 1944) è stato un partigiano italiano, medaglia d'oro al valor militare alla memoria.

## Biografia
Al momento dell'armistizio era ufficiale di complemento in artiglieria. Decise subito di entrare nella Resistenza e si aggregò ai partigiani della II Divisione Garibaldi "F. Coscione", operante in Liguria. Rossi, che si era distinto in azioni di guerriglia a Castel Vittorio e a Pigna, fu nominato capo di stato maggiore della formazione. Nell'agosto del 1944, il giovane ufficiale - che aveva assunto come nome di battaglia quello di "Fuoco" - fu incaricato di svolgere una missione in Francia, per accertarsi se gli Alleati fossero riusciti a prendere Mentone.
Il 18 agosto, da Pigna (Imperia) si diresse in bicicletta verso la costa, ma al ponte di Bonda fu catturato dai tedeschi e trasportato a Sanremo. Qui le SS lo rinchiusero nella loro base di Palazzo Vascian e per giorni e giorni lo sottoposero ad ogni genere di sevizie. Anche la promessa di risparmiargli la vita non servì ad ottenere da Rossi informazioni sui reparti partigiani. Condannato a morte, il giovane fu portato di fronte al plotone d'esecuzione. Cadde gridando: "Viva l'Italia!"